# Arsenal Street Bridge
Die Arsenal Street Bridge ist eine Brücke, die die Arsenal Street in Watertown (Massachusetts) mit der Western Avenue in Allston, Boston, Massachusetts verbindet. Sie wurde 1925 vom Department of Conservation and Recreation  des Commonwealth of Massachusetts erbaut.
Sowohl die Brücke als auch die Straße sind nach dem naheliegenden Watertown Arsenal benannt. Der Charles River wird erneut in der Nähe von Cambridge (Massachusetts) über die Western Avenue Bridge überquert.

## Geschichte
Die ursprüngliche Arsenal Street Bridge wurde 1824 erbaut.